# Semelj
Semelj (mađ. Szemely) je selo u južnoj Mađarskoj.
Zauzima površinu od 9,47 km četvornih.

## Zemljopisni položaj
Nalazi se na 46° 1' sjeverne zemljopisne širine i 18° 20' istočne zemljopisne dužine. Egrag je udaljen 1,5 km, Mišljen je 2 km sjeverozapadno, Udvar je 2,5 km zapadno, Lotar je 1 km istočno, Renda je 3 km južno, Birjan je 3 km istočno, Šaroš je 3 km sjeveroistočno, Ašađ je 4,5 km sjeveroistočno, Peterda je 3 km jugoistočno, a Kozar je 4,5 km sjeverno. Pečuh je 5 km sjeverozapadno.

## Upravna organizacija
Upravno pripada Pečuškoj mikroregiji u Baranjskoj županiji. Poštanski broj je 7763.
Delegat Hrvatske državne samouprave u Mađarskoj za Semelj ulazi kao predstavnik Baranje. U sastavu od ožujka 2007. je to Mijo Mijatović.

## Kulturne manifestacije
Svake godine u ožujku ili početkom travnja se održava natjecanje vinogradara u organizaciji mjesne samouprave.

## Stanovništvo
Semelj ima 457 stanovnika (2001.).
Mjesni Hrvati pripadaju skupini bošnjačkih Hrvata. U ove krajeve su došli nakon povlačenja Turaka, krajem 16. i početkom 17. stoljeća.
U Semelju danas djeluje jedinica hrvatske manjinske samouprave.

## Partnerska veza
- Semeljci[6]

## Vanjske poveznice
- (mađ.) Szemely Önkormányzatának honlapja  Arhivirana inačica izvorne stranice od 13. prosinca 2008. (Wayback Machine)
- (mađ.) A Szemely határában talált neolitikus körárokrendszerek kutatásáról szóló honlap
- Semelj na fallingrain.com